# بعثة ووكينغ الإسلامية
بعثة مسلمي ووكينغ تأسست في عام 1913 على يد خواجة كمال الدين (المتوفى في كانون الأول 1932) في مسجد ووكينغ، على بعد 30 ميلًا جنوب غرب لندن، وأدارها، منذ عام 1914، أعضاء من حركة لاهور الأحمدية (الأحمدية أنجومان إشعات الإسلام، AAIL). كانت تُدار من الدعاة الأحمديين في لاهور حتى منتصف الستينيات من القرن العشرين.

## طالع أيضًا
- الجمعية الأدبية الإسلامية[الإنجليزية]
- مسجد شاه جهان، ووكينغ
- خواجة كمال الدين

## روابط خارجية
- AAIIL: مسجد ووكينغ وبعثة المسلمين في ووكينغ
- التراث الإسلامي البريطاني – مساجد لندن